# Det Allerhelligste
Det Allerhelligste (hebraisk: קֹדֶשׁ הַקֳּדָשִׁים transskription: haqQŏḏāšīm eller Kodesh HaKodashim; eller også הַדְּבִיר transskription: haDəḇīr, oversat: "helligdommen") er et udtryk i den hebraiske bibel, der henviser til Tabernaklets indre helligdom, hvor Guds nærvær viste sig. I henhold til hebraisk tradition var området afgrænset af fire søjler, der holdt forhænget op, hvorunder Pagtens Ark blev holdt over gulvet. Ifølge det hebraiske skrift indeholdt arken de ti bud, som blev givet af Gud til Moses på Sinaibjerget. Templet i Jerusalem blev efter sigende bygget af kong Salomon til at opbevare arken.
Gamle jødiske traditioner betragtede Det Allerhelligste som det åndelige knudepunkt mellem Himmel og Jord – såkaldte axis mundi.
Som en del af det jødiske tempel i Jerusalem lå Det Allerhelligste et sted på Tempelbjerget; dets præcise placering på bjerget er i dag omstridt. Nogle klassiske jødiske kilder identificerer dens placering ved grundstenen (undertiden også omtalt som den ædle klippe), som ligger under Klippekuplen. Andre jødiske forskere hævder, at placeringen af Templet ville have været mod nord eller øst for den nuværende Klippekuple.
De kristne korsfarere forbandt Det Allerhelligste med Sjælenes Brønd, en lille hule, der ligger under Grundstenen i Klippekuplen.